# لامبورگینی اگویستا
لامبورگینی اگویستا (به انگلیسی: Lamborghini Egoista) یک خودروی مفهومی است که توسط لامبورگینی برای پنجاهمین سالگرد بنیانگذاری این شرکت رونمایی شد. مدل کاملاً کارآمد بر اساس گالاردو است. این خودرو دارای یک موتور ۵٫۲ لیتر (۳۱۷ اینچ مکعب) وی۱۰ با قدرت ۶۰۰ اسب بخار (۴۴۷ کیلووات؛ ۶۰۸ اسب بخار متری) است.
لامبورگینی اگویستا دارای یک کابین منحصربه‌فرد یک صندلی است که شبیه به یک هواپیمای جنگنده مدرن است و دارای یک در سایبان است که کاملاً قابل جابه‌جایی است. برای ورود و خروج به خودرو مانند خودروهای فرمول یک، فرمان باید برداشته شود.
ظاهر منحصربه‌فرد لامبورگینی اگویستا شبیه گاو نر آماده شارژ است اگر از پهلو به آن نگاه کنید. نورپردازی شبیه به یک هواپیمای مدرن است که نشانگرهای کناری و نشانگرها در کناره‌ها و بالای خودرو و همچنین جلو و عقب دارد. بدنه از پانل‌های آیرودینامیکی فعال تشکیل شده‌است که برای نیروی رو به پایین و پایداری بهینه بالا و پایین می‌روند. بدنه و چرخ‌ها از مواد ضد رادار ساخته شده‌اند تا حتی بیشتر با جت‌های جنگنده شناسایی شوند.

در زبان‌های هلندی، ایتالیایی، اسپانیایی، چکی، پرتغالی، لهستانی، رومانیایی، مجارستانی، صربی و فرانسوی، «Egoista» به معنای واقعی واژه به معنای خودخواه است. به‌گفته طراح این مدل، والتر دی سیلوا، Egoista «نماینده لذت‌گرایی است که به حد زیاده‌روی رسیده‌است».

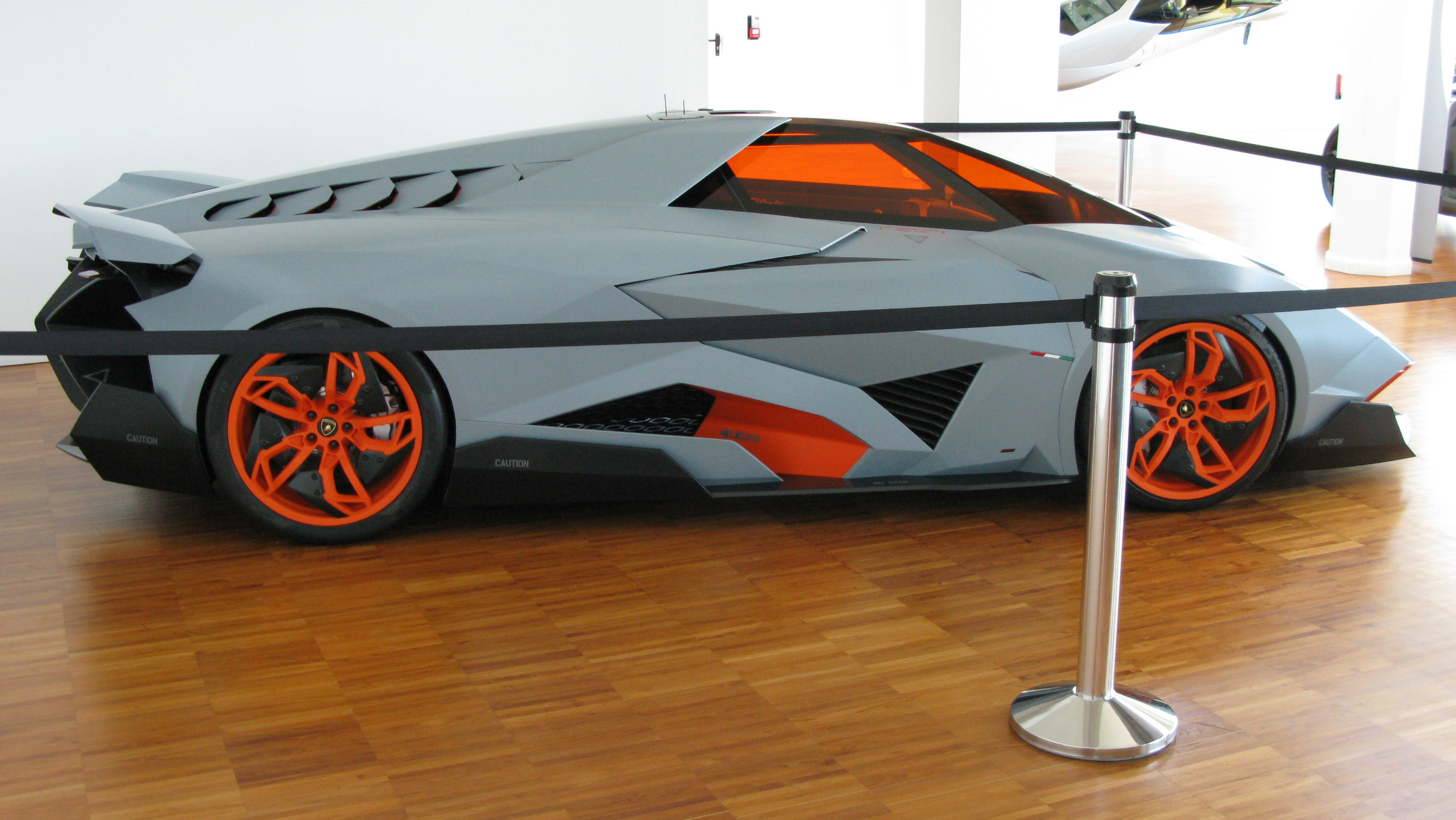
نمای کناری

این خودرو اکنون در موزه لامبورگینی واقع در سانتاگاتا بولونیزه به نمایش گذاشته شده‌است.